# 刘仲华 (1898年)
刘仲华（1898年5月18日—1970年4月21日），原名刘廷英，1923年改名刘子华，在上海工作时化名老李、老秦、绪五，男，山西崞县人，中共中央特科后期负责人。抗日战争期间，促使李宗仁接受中共的抗日政治纲领，开办战时青年干部培训班。1949年4月1日，作为国民政府和谈代表团顾问同张治中等前往北平。中华人民共和国成立后，担任北京市园林局局长等职。文革时期受中共迫害而死。

## 生平

### 早年
刘仲华是山西崞县北沟村人，生于中农家庭。祖父为打石头工人。父亲为农民。1917年因交不起学费从小学辍学，正值张勋复辟，投身大同镇守使张树帜部当学生兵。当兵一年后1918年学生兵复员分配，入山西省立一中。积极参加五四运动。1921年加入中国社会主义青年团。1921年10月在省立一中发起中国社会主义青年团的外围组织“青年学会”，任总干事，在省立一中强行开办图书室推广进步书刊，合办平民小学校、平民夜校并兼任校长，为京汉铁路二七大罢工在太原各校募捐得款2,000银元，领导驱逐校长魏日靖和与山西省教育厅长虞铭的斗争。1923年春毕业赴京，在北京大学图书馆（馆长李大钊）谋得了誊写资料的工作。
1923年2月由李大钊和李彪介绍加入中国共产党。1924年受李大钊派遣，到上海大学从事学运工作。1925年参加“五卅运动”。1925年秋被派往河南等地为党募捐经费。1926年9月应国民军第三军第六旅旅长续范亭邀请，到五原军事政治速成学校任教官，校长赵守钰、教育长刘伯坚；成为刘秉琳的老师。1926年9月底与南汉宸、浦化人等参加鹿钟麟率领的32人观光团赴苏与比利时参观考察军事，因此与鹿钟麟交好，路上介绍山东人卢志英入党，历时9个月于1927年5月下旬回国后到西安，奉河南省委任作民指示在河南省代理主席鹿钟麟的第三集团军东路军任俱乐部主任（位于归德），发展了谢甫生、朱军入党。

### 第一次国共内战
1927年夏，奉命到河南四望山游击队。后经河南省委指派，前往安徽太河县杨虎城部第2集团军第十军政治军事学校任教、阜阳县高桂滋部第四十七军，亳州方振武部，向党内同志传达中央指示，建立皖北特委，任特委委员兼特委军委委员，1928年2月第十军代理军长孙蔚如清党，被礼送出境，到高桂滋部教导团工作，1928年4月随高桂滋部、方振武部参加讨伐奉系的二次北伐，沿鱼台、金乡进攻济宁为左翼军，刘仲华担任高、方两部党员组成的前线支部书记。济南惨案后回到阜阳发现皖北“四·九起义”失败，皖北特委瓦解，各县都戒严捕杀共产党，刘仲华只好去上海找党，在方振武部工作的王世英到开封找党。
1928年5月下旬到上海，通过欧阳钦（中共中央组织科科长）、霍步清（何步清，中组部接待处主任）接上关系，被任弼时留在中央军委在任直接领导下做交通工作，先是做海陆丰暴动失败后到上海同志的接待安置和各省做军事工作的同志到上海接关系的工作。1930年至1931年在中央军委从事情报工作，与刘伯承（中央军委参谋长）、曾希圣（中央军委参谋部谍报科科长）、曾中生（中央军事部参谋科科长、中央军委委员）在中央军委直属小组过组织生活。
1931年4月顾顺章投奔国民党后，刘仲华组建联络点，负责军委机关情报和联络工作。周恩来、李富春和聂荣臻等人曾得到此联络点的掩护。”1934年3月到1935年2月间，上海中央局接连遭到六次打击，其中1935年春节前上海地下党组织遭到空前规模的大破坏，36名中共党员被捕。1934年底，武胡景、欧阳新去莫斯科，由上海局宣传部长朱镜我领导刘仲华，刘仲华主持特科的工作并兼情报科工作，易光、曾志负责一部分工作。当时特科代号为“新新公司”。据陈养山回忆：“一九三四年三月至一九三五年二月，上海中央局、江苏省委、团中央和江苏团省委、上海工联等机关，多次遭受敌人的大破坏，到一九三五年二月，以上组织都已不存在，基层组织也七零八落无人负责了。”“当时中央特科的负责人刘仲华（又名刘子华）”“铺建各种组织”。孔原回忆：“据我所知，1935年上海特科机关只有刘仲华”。
1935年3月，刘仲华从上海中央局军委系统的干部组建了“上海临时中央局”，任书记，王世英负责军委系统的工作。1935年7月22日至24日上海临时中央局遭到最为严重的破坏，8月26日刘仲华接到王明、康生5月3日、5日从莫斯科发来的“上海目前不需要任何中央的组织”指示信。同时，刘仲华还收到了共产国际代表的指示：“麦克道诺夫本要同我在某商行见面，后因情况紧急，又改为书面通知，要我交出工作去苏联。我当即将工作交给王世英，并告他安排好后即转移去北方”。遂决定不再恢复上海临时中央局，临时中央局的活动将分散到各中心城市。这样，上海临时中央局的历史使命宣告结束。由新新选出三人组成清理委员会，将所有的残余的关系（苏区交通局、油印处、CY（团机关）、沪东区委、武装自卫会全）清理洗刷一遍，分别派走，一切旧关系切断；彻底改造新新，凡卧底认识的干部与工作人员一律无条件离开上海。完成新新总部清理后，刘仲华根据共产国际代表指示，携妻子和一个小孩由香港乘船去巴黎转道赴苏。1936年到巴黎后经《人道报》接关系找到中共在法代表吴玉章，由吴安排好食宿，等待吴办好去苏联的手续。本已买好从法国去苏联的火车票，即将成行，吴玉章突然通知刘仲华不准去苏联，要回国接组织关系，且未讲原因。刘仲华只好从吴玉章那里拿了旅费，携眷乘船回国，1936年秋到香港后，在港接组织关系未成，被“组织割断关系”。

### 抗日战争
1937年，李宗仁派幕僚张任民找到在香港的刘仲华，表示如果刘回不到共产党，可以去广西。抗战爆发后，张任民在香港约刘仲华去徐州的第五战区民众抗日动员委员会搞抗日工作。据王世英回忆，李宗仁是想通过刘仲华“与共产国际拉关系”。刘仲容与韦永成向李宗仁推荐了刘仲华。在李宗仁的第五战区司令长官部担任“无职无薪”的高级参议，在青年军团（多为北方青年）搞抗日宣传工作。李宗仁对刘仲华的身份了如指掌，但对刘仲华赏识、器重。苏鲁豫皖边区特委书记郭子化通过刘仲华介绍，与李宗仁会谈，同意郭子化设立公开办事处并出任民众抗日动员委员会委员。1937年11月推动成立第五战区民众抗日动员委员会青年干部训练班至1938年5月第3期被蒋介石改为“战时青年干部训练团第三团”调走。1937年末谢和赓在武汉提议报请周恩来同意后，利用刘士衡找潘宜之向李、白建议，需要有人与各党联络，当时只有程思远做了解蒋介石方面的情报与黄埔系联络工作，而了解中共方面并与之联系工作，李、白、黄三人同意安排刘仲容任第五战区司令长官部参议。由于刘仲华众所周知的背景，在五战区工作受到限制，“不办公、不开会、不看李、白方面的文件，主要搞对外联络事务”，作为客卿不列入李、白办公室的编制，负责与李先念的新四军第五师联系。1938年10月，成立第五战区军纪督察处，与战区军法执行监为两个机构、一套人马，负责人黄建平，军法执行监实际负责由张寿龄负责，军纪督察处由刘仲华实际负责。1942年底经组织批准，由王炳南、曹孟君介绍加入中国民主革命同盟。后随李宗仁到汉中行营继续担任参议。

### 第二次国共内战
抗战胜利后，1945年9月1日李宗仁就任北平行营主任，刘仲华担任北平行营粮食和煤炭供应管理委员会主任，负责解决作为消费城市北平的社会稳定的最基本民需，代表李宗仁的经济利益，开设煤矿、荣长厚银号任银号的常务董事。1946年安排刘仲华负责与北平军调部的中共首席代表叶剑英联系，后由李克农单线联系。1949年1月至4月，代总统李宗仁政府与中共和谈，刘仲华作为李宗仁的代表，往来北平、南京之间。1949年4月1日张治中、邵力子、黄绍竑、章士钊、李蒸五人组成和平谈判代表团到北平正式开展和谈，刘仲华负责代表团的联络、交通工作，按照周恩来的指示，把邵力子、张治中的家人用飞机送到北平。

### 中华人民共和国时期
中华人民共和国建立后，1949年10月28日至1954年10月以无党派民主人士身份任政务院参事（一律定为行政九级，是司厅级的最高级别），协助周恩来总理做民主人士的统战工作。因刘仲华长期在北平工作，熟悉社会房地产情况，聂荣臻安排下，1949年12月9日兼任北京市地政局局长（党组书记兼副局长沈勃），主要职责为“负责土地测量、房地登记、调解房地纠纷、规定房地价、管理公产、征购房地、管理房地交易”。1952年4月7日北京市公逆产清管局与地政局合并为北京市房地产管理局，继续任局长。1953年，经聂荣臻写了简短证明，北京市委决定，报请中央组织部批准，无入党介绍人无候补期重新入党。1951年2月北京市第三届各界人民代表会议代表，1952年北京市第三届各界人民代表会议代表。1953年至1964年间为北京市第一、二、三、四、五届人代会代表。 1953年10月中国人民抗美援朝总会组织第三届中国人民赴朝慰问团，任第六分团第二队副队长。1955年2月任北京市园林局局长兼党组书记。
1963年4月免去园林局党组书记职务，1964年4月免去园林局局长职务。1965年7月20日李宗仁夫妇乘专机抵京，刘仲华参与机场迎接。7月27日毛泽东接见并设宴招待李宗仁夫妇，在座的有彭真、郭沫若夫妇、徐冰、章士钊、刘仲华。1965年9月任北京市第四届政协常委。文化大革命时期遭到中共迫害，1970年因病死亡。1980年，中组部恢复刘仲华党籍。1980年5月24日，在北京中山公园中山堂，北京市委为其举行追悼会，为其平反。

## 家人
- 妻子 李性涵（李翰芳），1933年至1935年兼任上海局军委的地下交通员。1944年春任第五战区子弟学校校长。
- 次女 刘伊犁
- 三女 刘沙犁